# Onofrio (anacoreta)
Onofrio (in latino Onūphrius; dal greco antico Ὀνούφριος?, onoúphrios, "colui che è sempre felice"; a sua volta dal copto ⲟⲩⲉⲛⲟϥⲣⲉ, Uenofre; in egizio wnn-nfr, trascritto in greco come Ὀννῶφρις, Onnôphris) (... – IV secolo) fu un anacoreta vissuto nel deserto egiziano. È venerato come santo e viene commemorato il 12 giugno.

## Agiografia
Secondo la leggenda era figlio di un re, a lungo desiderato, ma che, appena nato, fu indicato da un demonio come figlio di una relazione adulterina della regina: sottoposto alla "prova del fuoco", ne sarebbe uscito indenne. Si isolò dedicandosi alla vita eremitica ancor molto giovane. Il vecchio vescovo e monaco egiziano Pafnuzio, desideroso di conoscere la vita degli anacoreti del deserto, lo incontrò e trascorse con lui gli ultimi giorni di vita di Onofrio cui dette sepoltura in una grotta.
Pafnuzio riportò la sua esperienza nel libro La Vita che ebbe larga diffusione in Oriente dando l'avvio al culto di sant'Onofrio che si estese per tutta l'Asia minore.

## Culto
Il suo culto si diffuse in Italia attraverso Bisanzio.
È  ritenuto, assieme a sant'Antonio di Padova e Graziano di Tours, protettore di chi cerca oggetti smarriti, nonché a Firenze dei tintori, ma soprattutto delle donne che cercano marito e degli studenti che hanno problemi di studio. A Palermo, è compatrono della città. Una delle preghiere tipiche, in Sicilia, per ottenere l'intercessione del Santo, recita:
Tuttu amabili e amurusu

Pi li vostri santi pila

Facìtimi sta grazia

Diccà a stasira.

Santu Nofriu pilusu-pilusu

Lu me cori è tuttu cunfusu

Pi li vostri santi pila

Facìtimi sta grazia

Diccà a stasira.

Santu Nofriu pilusu-pilusu

Misi un muranu n'to pirtusu

Pi li vostri santi pila

Facìtimi truvari chiddu ca pirdivi

Diccà a stasira.»
tutto amabile e amorevole

per i vostri santi peli

fatemi questa grazia

entro stasera.

Sant'Onofrio peloso-peloso

il mio cuore è tutto confuso

per i vostri santi peli

fatemi questa grazia

entro stasera.

Sant'Onofrio peloso-peloso

ho fatto un'offerta ai poveri

per i vostri santi peli

fatemi trovare ciò che ho perso

entro stasera.»
Un altro motto recita:
L'aiuto del Santo è invocato soprattutto quando il fedele vuol trovare qualcosa che ha perso, ma le giovani in passato lo pregavano anche per trovar marito. Celebre è la preghiera siciliana:
Tuttu amabili e amurusu

Pi li Vostri santi pila

fascitimi stà grazia

diccà a stasira.

Santu Nofriu lu pilusu

iu vi prego di ccà a gliusu

vui na grazia m'aiti a fari

un maritu m'ati a truvari

Santu Nufriu pilusu

misi un muranu n'to pirtusu

poi li Vostri santi pila

fascitimi truvari chiddu ca pirdivi

diccà a stasira»
Viene ricordato il 12 giugno.
Dal Martirologio Romano: «In Egitto, sant'Onofrio, anacoreta, che visse piamente per sessant'anni nelle vastità del deserto».
La terza domenica di Maggio, a Rossano, presso l'Eremo di Sant'Onofrio, si celebra una processione in suo onore.
A Sutera, paese del nisseno, nel santuario sito sul monte San Paolino è custodita un'urna argentea settecentesca che contiene le reliquie di sant'Onofrio, il quale è uno dei santi patroni del paese. A Sutera il santo viene festeggiato la prima domenica di agosto.
Anche a Centrache, in Calabria, il culto dell'Eremita Santo Onofrio è con singolare devozione praticato, invocato come primario patrono e tutelare protettore della cittadina. 
Per ben tre volte l'anno il popolo centrachese si raduna intorno al suo Santo, nella festa detta "piccola" del 12 Giugno, la festa "grande" della seconda domenica di Agosto e infine l'8 Settembre che commemora lo scampato terremoto.
Nella Chiesa Matrice si conserva oltre che la miracolosa statua lignea custodita gelosamente da più secoli, la insigne Reliquia del femore.

### Iconografia
La figura di sant'Onofrio viene rappresentata nell'arte come quella di un vecchio nudo, coperto solo dei propri capelli. Ulteriori suoi attributi sono l'angelo, l'ostia e il calice, il teschio, il cammello e il perizoma di foglie.

### Chiese dedicate a sant'Onofrio

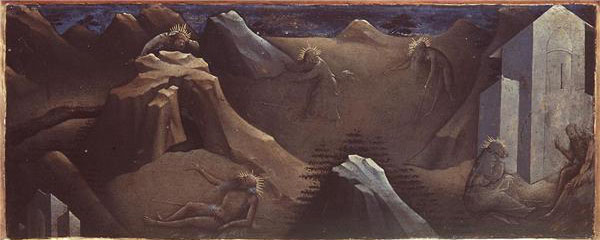
Lorenzo Monaco, Storie di sant'Onofrio (1424 all'incirca).

- Chiesa di Sant'Onofrio al Gianicolo, Via del Gianicolo, Roma.
- Badia di Sant'Onofrio ad Agnone (IS) ove si festeggia nei giorni 10 e 11 giugno.
- Chiesa di Sant'Onofrio Re Eremita, nell'omonima piazza S. Onofrio (rione Monte di Pietà), a Palermo.
- Convento Eremo di Sant'Onofrio a Casacalenda (CB)
- Una chiesa dedicata a Sant'Onofrio si trova a Pollara nell'isola di Salina. Il Santo è pure il patrono di questa piccola località dell'isola, dove è stato girato il film Il postino.
- Chiesa di Sant’Onofrio a Cesi, frazione di Terni (TR)
- Chiesa di Sant'Onofrio a San Giovanni Rotondo (FG)
- Chiesa di Sant'Onofrio a Casalvecchio Siculo (ME)
- Chiesa di Sant'Onofrio, nell'omonima frazione S. Onofrio, ad Alvito (FR)
- Piccola Chiesa di Sant'Onofrio, nell'omonima contrada Sant'Onofrio, a Monte San Giovanni Campano (FR)

### Altro
- Quartiere Sant'Onofrio a Roma in zona Trionfale Monte Mario